# جامعة فآسا

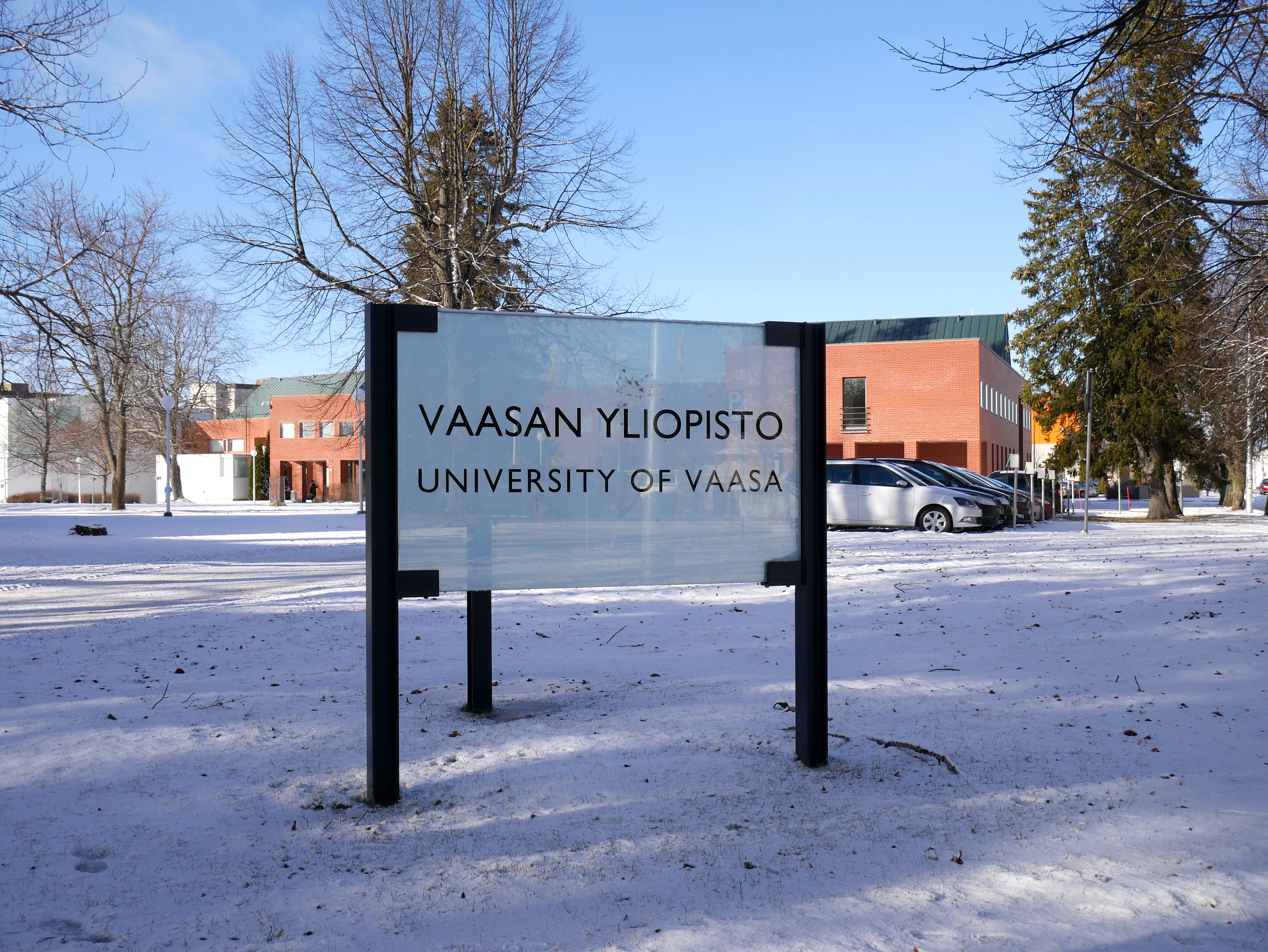
"'جامعة فآسا"

جامعة فآسا (بالفنلندية: Vaasan yliopisto، بالسويدية: Vasa universitet) جامعة أعمال موجهة متعدد التخصصات في مدينة فآسا فنلندية. يقع حرم الجامعة على خليج بوتنيا مجاورة لوسط مدينة فآسا. وقد تطورت الجامعة من كلية الاقتصاد تأسست في عام 1968 إلى جامعة تتكون من ثلاث كليات : كلية الدراسات التجارية، كلية الفلسفة وكلية التكنولوجيا. مع كلية الدراسات التجارية، المسماة أيضاً مدرسة فآسا الاقتصادية، تعد جامعة فآسا إحدى أكبر جامعات الأعمال في فنلندا. لدى الجامعة 425 الموظف من ضمنهم هيئة التدريس من 180 و54 من الأساتذة. حوالي 5000 طالب يدرسون حالياً في مختلف برامج الشهادات في الجامعة.
‌